# István Kónya
István Kónya (* 1962 in Nagykanizsa) ist ein ungarischer Lautenist.
Kónya erwarb 1985 ein Lehrerdiplom in den Fächern Musik und Geschichte. Er studierte dann klassische Gitarre bei Zoltán Tokos an der Franz-Liszt-Musikhochschule in Debrecen. Von 1989 bis 1994 studierte er am Königlichen Konservatorium in Den Haag Laute bei Toyohiko Satoh. Nach dem Diplom im Fach Laute erwarb er 1996 auch ein Diplom für Kammermusik. Er besuchte Meisterkurse bei Nigel North und Steven Stubbs.
Seit 1993 gibt er Meisterkurse für Alte Musik in Ungarn, von 1996 bis 1998 war er künstlerischer Leiter der Sommerakademie für Alte Musik in Szombathely. Seit 2006 leitet er das Internationale Lauten- und Gitarrenfestival in Győr. Er trat bei Festivals für Alte Musik in Ungarn auf und arbeitete u. a. mit der Budapester Kammeroper, dem Ungarischen Rundfunkorchester und dem Concerto Armanico zusammen. Daneben nahm er an Festivals in Österreich, Deutschland, den Niederlanden, Frankreich, Italien und Kroatien teil.
Seit 2000 gibt er regelmäßig Solokonzertreihen in Budapest, daneben arbeitete er u. a. den Sängern Timothy Bentch, Mária Zádori, Ildikó Hajnal, Bernard Loonen und Ludy Vrijdag, dem Barockviolinisten László Paulik, der Gambistin Lúcia Krommer und dem Organisten und Cembalisten Miklós Spányi zusammen. 2003 unternahm er mit dem Sänger Timothy Bentch eine Konzertreise durch die USA. 2004 hatte er Soloauftritte beim Festival für Alte Musik in Tallinn.
Kónya spielte zahlreiche Rundfunk- und Fernsehaufnahmen ein, wirkte an mehreren CDs mit und veröffentlichte bisher zwei Soloalben: Lute Music from Three Centuries und S.L.Weiss: Lute Suites.